# ۲سی-او-۴
۲ث-او-۴ (به انگلیسی: 2C-O-4) با فرمول شیمیایی C۱۳H۲۱NO۳ یک ترکیب شیمیایی است. که جرم مولی آن ۲۳۹٫۳۱ g/mol می‌باشد. 